# Cristofano Allori
Cristofano Allori (17. října 1577 Florencie – 1. dubna 1621 Florencie) byl italský malíř, syn slavného otce malíře Alessandra Alloriho, u kterého se Cristofano učil malířské technice. Jeho styl ovlivnilo také umění prastrýce Agnola Bronzina. Dalším vzorem a inspirací mu byla tvorba Gregoria Paganiho. Díky němu se seznámil i s boulognoskou malířskou školou a postupně se mu podařilo překonat pevnou anatomickou kresbu a chladnou strnulost pozdního manýrismu. Alloriho snahou bylo spojit podněty z díla Ludovica Cardiho Cigoliho, Santiho di Tita a hlavně Corregia s intenzivním studiem modelů a přírody. Velkého uznání dosáhl svými portréty a dramaticky komponovanými výjevy s biblickými a mytologickými náměty.

## Život a dílo
K jeho významným dílům patří:
- Jan Křtitel z roku 1612, Galleria Palatina, Palazzo Pitti, Florencie
- Isabela Aragonská klečí před Karlem VIII., Museé de Paris, Louvre, Paříž
- Kristus v Emauzích, okolo 1610, Galleria Palatina, Palazzo Pitti, Florencie
- Judita s hlavou Holofernovou, okolo 1613, Galleria Palatina, Palazzo Pitti, Florencie. Napětí, které je z výjevu cítit, dosahuje Allori kontrastem mezi temně zasmušilou hlavou asyrského vojevůdce a andělsky čistou tváří Judity. Podobně malíř zvolil protiklad mezi jejím tělesným zjevem a hrůznou událostí. Juditina tvář je údajně zobrazením jeho družky Mazzafirry a tvář služky je podobiznou její matky.
- Pohostinnost sv. Juliána, okolo 1612 až 1618, Galleria Palatina, Palazzo Pitti, Florencie, jedná se o jedno z nejkrásnějších děl Alloriho[zdroj?]. Ukazuje vzácně zobrazovanou epizodu z legendy o sv. Juliánovi. Legenda vypráví o světci, který z nevědomosti zabil své rodiče, kteří nocovali u jeho ženy, protože měl podezření, že je mu žena nevěrná. Aby odčinil svůj zločin, celý další život zasvětil pomoci poutníkům, pro které zřídil noclehárnu. Výjev ukazuje světce, jenž uprostřed bouře převáží nemocného přes řeku. Nemocný se posléze zjeví Juliánovi ve své pravé podobě – jako Kristus. Obraz zachycuje okamžik, kdy Kristus oznamuje Juliánovi konec jeho pokání.

## Galerie

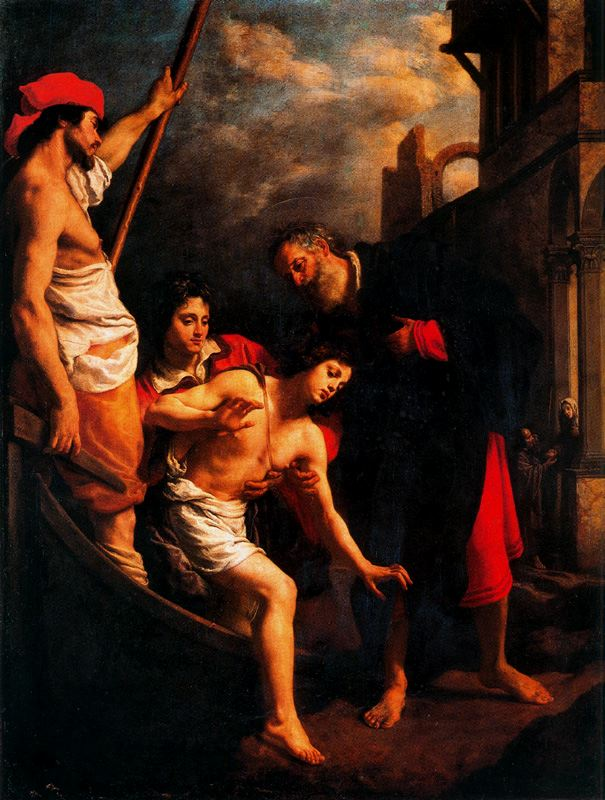
Pohostinnost sv. Juliána, olej na plátně, 259 × 202cm
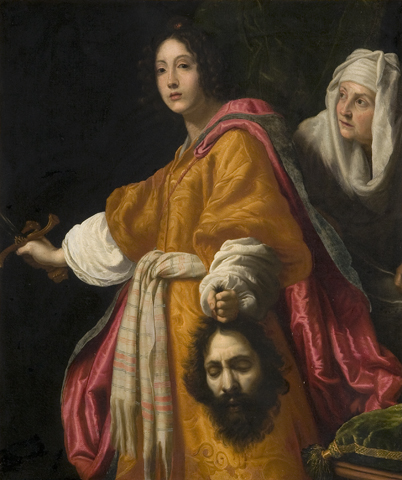
Judita s hlavou Holofernovou, olej na plátně, 139 × 116 cm
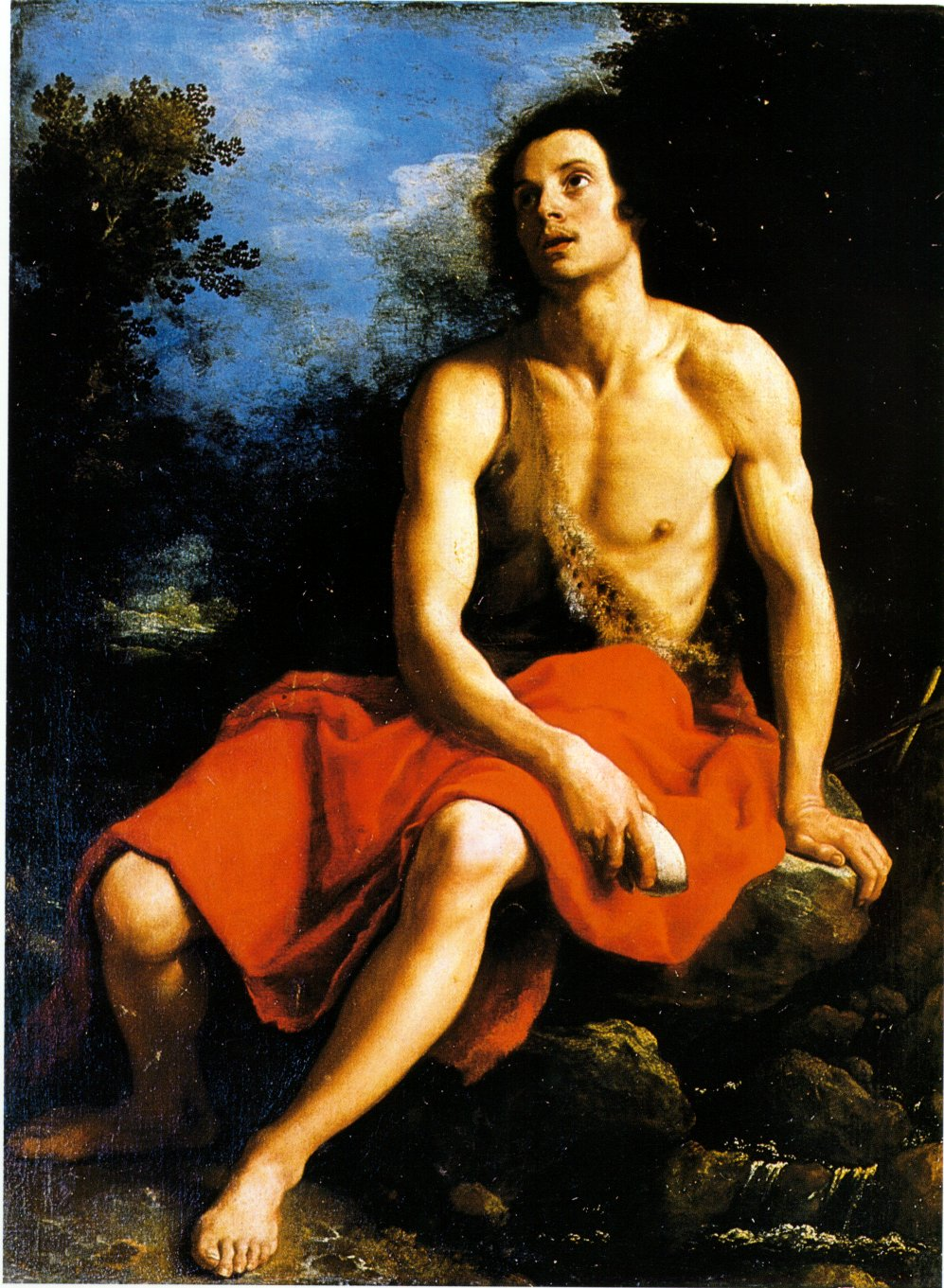
Jan Křtitel v poušti